# Cratere Lippershey
Lippershey è un cratere lunare di 6,74 km situato nella parte sud-occidentale della faccia visibile della Luna.

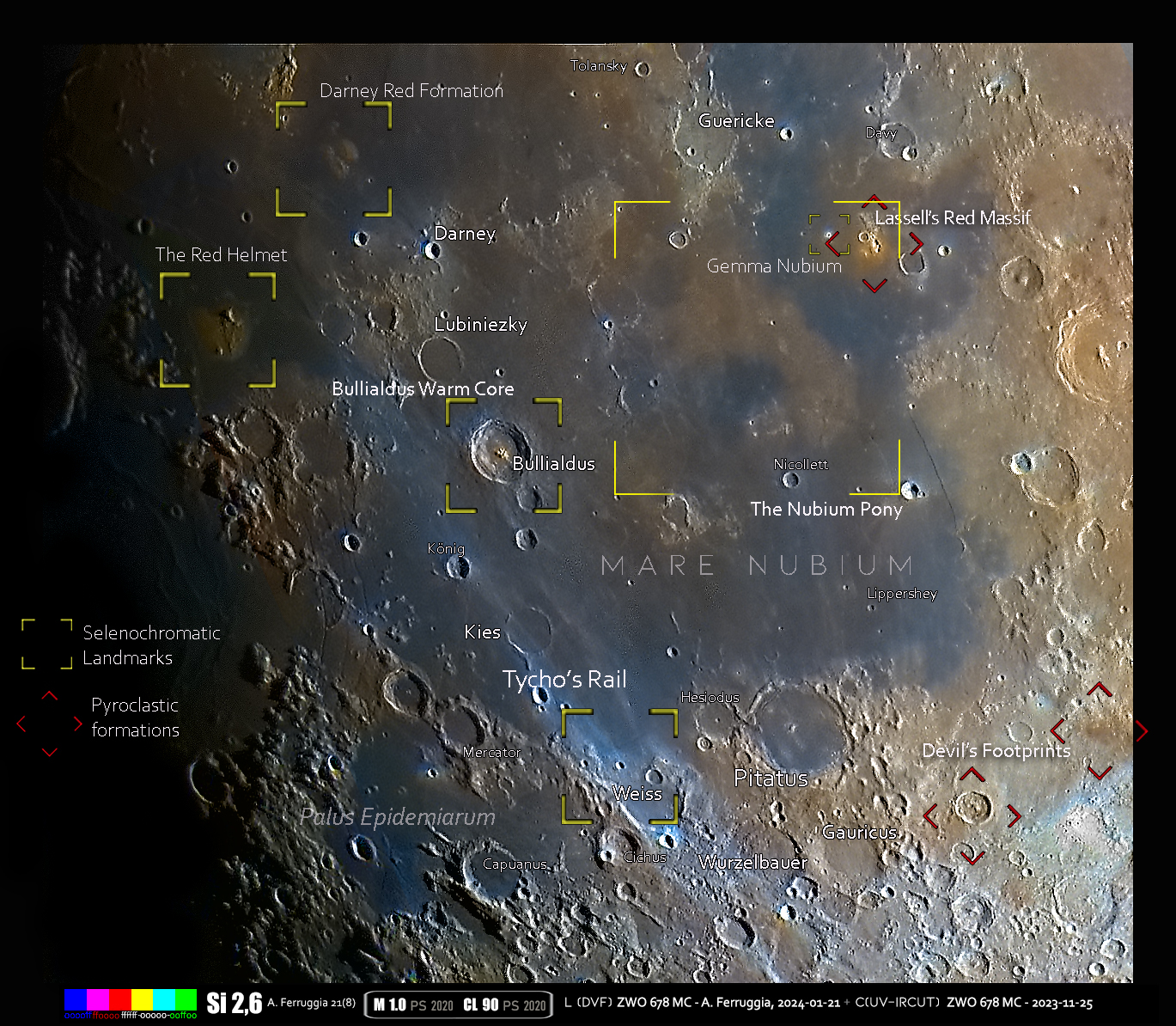
Immagine selenocromatica dell'area del cratere (a destra)